# Miltochrista undulata
Miltochrista undulata là một loài bướm đêm thuộc phân họ Arctiinae, họ Erebidae.